# Booneville (Misisipi)
Booneville es una ciudad del Condado de Prentiss, Misisipi, Estados Unidos. Según el censo de 2000 tenía una población de 8.625 habitantes.

## Demografía
Según el censo de 2000, había 8.625 personas, 3.302 hogares y 2.205 familias residiendo en la localidad. La densidad de población era de 129,6 hab./km². Había 3.625 viviendas con una densidad media de 54,5 viviendas/km². El 79,88% de los habitantes eran blancos, el 18,49% afroamericanos, el 0,30% amerindios, el 0,31% asiáticos, el 0,15% de otras razas y el 0,86% pertenecía a dos o más razas. El 0,71% de la población eran hispanos o latinos de cualquier raza.
Según el censo, de los 3.302 hogares en el 30,4% había menores de 18 años, el 47,8% pertenecía a parejas casadas, el 14,7% tenía a una mujer como cabeza de familia, y el 33,2% no eran familias. El 30,7% de los hogares estaba compuesto por un único individuo, y el 16,1% pertenecía a alguien mayor de 65 años viviendo solo. El tamaño promedio de los hogares era de 2,35 personas, y el de las familias de 2,93.
La población estaba distribuida en un 22,2% de habitantes menores de 18 años, un 16,6% entre 18 y 24 años, un 23,8% de 25 a 44, un 20,1% de 45 a 64, y un 17,3% de 65 años o mayores. La media de edad era 35 años. Por cada 100 mujeres había 87,6 hombres. Por cada 100 mujeres de 18 años o más, había 81,6 hombres.
Los ingresos medios por hogar en la localidad eran de 28.361 dólares ($), y los ingresos medios por familia eran 38.918 $. Los hombres tenían unos ingresos medios de 29.667 $ frente a los 19.821 $ para las mujeres. La renta per cápita para la ciudad era de 15.128 $. El 15,2% de la población y el 11,2% de las familias estaban por debajo del umbral de pobreza. El 16,2% de los menores de 18 años y el 17,6% de los habitantes de 65 años o más vivían por debajo del umbral de pobreza.

## Geografía
Según la Oficina del Censo de los Estados Unidos, Booneville tiene un área total de 66,6 km² de los cuales 66,5 km² corresponden a tierra firme y 0,1 km² a agua. El porcentaje total de superficie con agua es 0,16%.